# Route nationale 83a
La route nationale 83a ou RN 83 est une route nationale française située dans le Territoire de Belfort (communes de Denney et Bessoncourt). C'est une courte liaison reliant la RN 83 à l'échangeur 14 de l'A 36. Elle a été déclassée en RD 1083 en 2006.